# Skaručna
Skaručna – wieś w Słowenii, w gminie Vodice. W 2018 roku liczyła 307 mieszkańców.